# Theatersport
Theatersport is een vorm van theater waarbij, in plaats van voorstellingen, improvisatiewedstrijden voor publiek worden gegeven. Het is bedacht door theaterdocent Keith Johnstone.
Eigenlijk is theatersport een vrij nauw subgenre van het bredere improvisatietheater, maar de term "theatersport" wordt in Nederland doorgaans algemener gebruikt voor alle vormen van kort, komisch improvisatietheater (kortevormimprov).

## Een wedstrijd
Bij een theatersportwedstrijd strijden doorgaans twee teams van vier personen tegen elkaar. Zij doen hun best om onder andere een zo leuk, grappig, spannend en/of romantisch mogelijke scène te spelen, veelal aan de hand van door het publiek gegeven suggesties. De scènes worden volledig ter plekke verzonnen - geïmproviseerd - door de spelers. Theatersport wordt gekenmerkt door de grote mate van onvoorspelbaarheid en de grote interactie met het publiek. Het publiek bepaalt grotendeels de suggesties voor de scènes: locatie, relatie, weersomstandigheden, voorwerpen, problemen, beroep, leeftijd etc.
Het sportelement in theatersport komt naar voren in de beoordeling van scènes. Dit wordt gedaan door 'rechters', die meestal ook een theatersportachtergrond hebben. Hun opzettelijk botte opmerkingen zorgen voor wat komisch tegenwicht en moeten meestal met een korreltje zout genomen worden, maar de door hen toegekende punten aan scènes zijn in principe consistent met de kwaliteit. Een andere reden waarom de rechters bot zijn is omdat het hun taak is alle negativiteit naar zich toe te halen, zodat die niet op de spelers gericht wordt. Soms kunnen punten ook door publiek worden toegekend. Uiteindelijk kan dus een winnaar van de wedstrijd uitgeroepen worden. Het winnen van de wedstrijd is echter (meestal) bijzaak, teams streven naar een vermakelijke wedstrijd.

## Populariteit
Theatersport is sinds het einde van de 20e eeuw in vele landen over de hele wereld uitgegroeid tot een van de populairste vormen van improvisatietheater. In Nederland heeft bijna elke stad wel één of meer teams. In België zijn verschillende improvisatietheaterverenigingen, maar geen enkel team speelt de exacte regels van Keith Johnstones "Theatersport". De in Antwerpen gevestigde Belgische Improvisatie Liga speelt een verwant genre: Match d'Impro van Robert Gravel en Yvon Leduc.

## Televisie
Ook op televisie kan improvisatietheater bekeken worden, maar in televisieformats wordt meestal licht tot compleet afgeweken van de wedstrijdvorm. Zo wordt in Engeland door Channel 4 het programma 'Whose Line Is It Anyway?' uitgezonden. In Nederland was in 1991 bij de KRO 'Glad IJs' te zien, gepresenteerd door Berend Boudewijn.  Later gevolgd door 'De Lama's', 'Kannibalen' en 'Badgasten', alle bij BNN. In België was er in 1994 het programma 'Onvoorziene Omstandigheden' van Mark Uytterhoeven. Van september 2012 tot 2014 zond de VARA het programma 'In goed gezelschap' uit, een improvisatieprogramma onder leiding van Sara Kroos en Thomas van Luyn. Sinds 2013 zendt RTL 4 De Grote Improvisatieshow uit, waarin diverse bekende spelformats het uitgangspunt vormen.

## Kampioenschap
In Nederland wordt jaarlijks het Nederlands Studentenkampioenschap Theatersport gehouden. Hierbij moeten minstens 2 spelers van deelnemende team ingeschreven staan als student. Het Nederlands Theatersport Kampioenschap (voor alle leeftijden) vindt onregelmatiger plaats, de recentste was in 2013. Sinds 2012 wordt in Utrecht jaarlijks het Nederlands Theatersport Toernooi gehouden. In Amsterdam is theatersport elk jaar een van de disciplines van het Amsterdams Studenten Festival.

## Voetnoten
1. ↑  Fragmenten Britse Whose Line Is It Anyway?
2. ↑  Van Glad IJs is geen online videomateriaal voorhanden, maar er is nog wel beeldmateriaal bewaard bij Beeld en Geluid in Hilversum
3. ↑  Website De Lama's
4. ↑  Fragmenten Kannibalen op Uitzending gemist
5. ↑  Fragmenten Onvoorziene Omstandigheden op YouTube
6. ↑  Website In goed gezelschap
7. ↑  Website De Grote Improvisatieshow
8. ↑  Website Nederlands Theatersport Toernooi